# Дарлово
Дарлово (кашуб. Dërłowò, пол. Darłowo), Рюгенвальде (нем. Rügenwalde) — город в Польше, у впадения реки Вепши в Балтийское море. Входит в Западно-Поморское воеводство, Славенский повят. Имеет статус городской гмины. Занимает площадь 20,21 км². Население — 14 308 человек (на 2012 год).

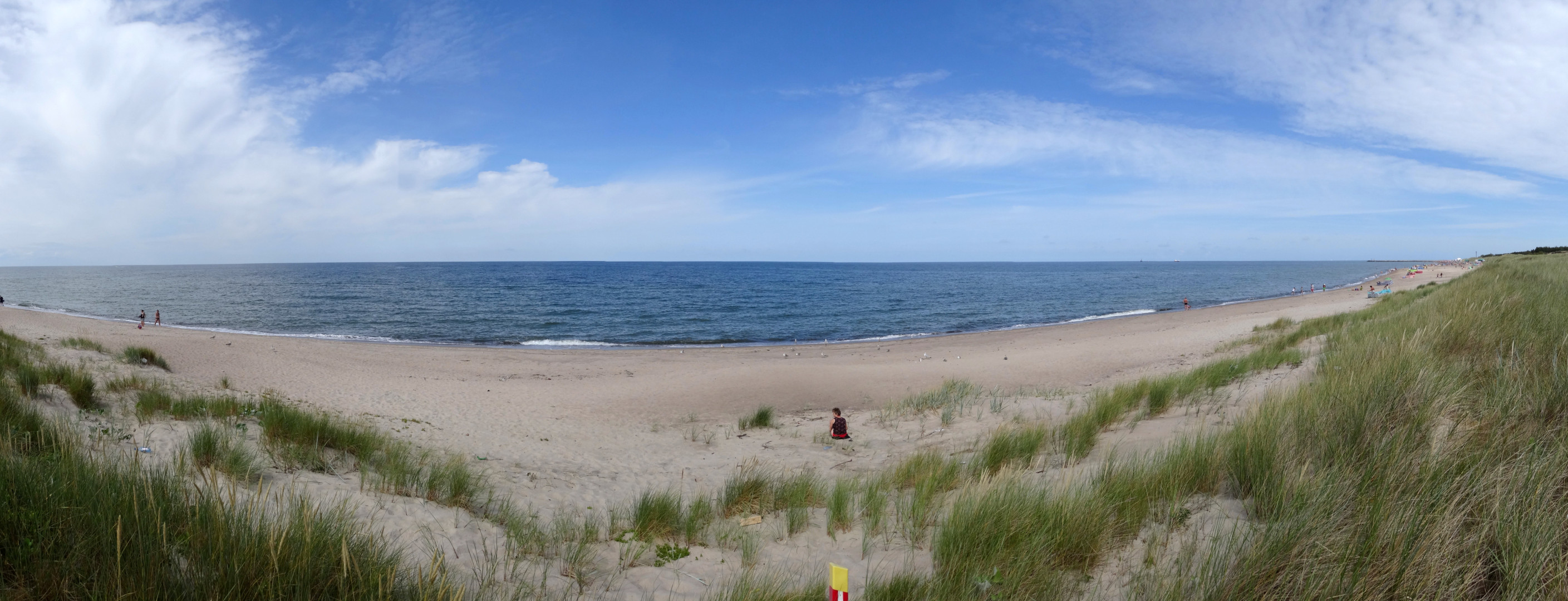
Панорама

## История
Город основан в XIII веке князьями Рюгена, но вскоре сожжён поляками.
К 1312 году отстроен заново. В германские времена он назывался Рюгенвальде (Rügenwalde).
С 1347 года — в составе Померанского княжества.
В 1352 году заложен герцогский замок, сохранившийся до нашего времени. По соседству с замком в церкви Марии покоится Эрик Померанский, носивший короны трёх государств Скандинавии.
В 1412 году город Рюгенвальде допущен в качестве полноправного члена в Ганзейский союз.
В 1637 году после раздела Померании оказался на окраине владений Гогенцоллернов и пришёл в упадок.
До Первой мировой войны Рюгенвальде насчитывал 6000 жителей, незадолго до Второй мировой войны — примерно 8000.
Производимая в городе до войны колбаса носила название Rügenwalder Teewurst; после войны — производилась в Западной Германии, исключительно фирмами из бывшего Рюгенвальде.
В годы Второй мировой войны в Рюгенвальде были собраны и испытаны два крупнейших орудия в мировой истории, носящие названия: Дора (от Доротея) и Густав. Несколько раз на их строительство приезжал Адольф Гитлер. Немецко-фашистские войска были вытеснены из города 7 марта 1945 года войсками 19-й армии 2-го Белорусского Фронта.
В 1946 году Дарлово было административно включено в состав новообразованного Щецинского воеводства в послевоенной Польше, а его немецкое население было переселено в Германию.
В 1953 году в Дарлово была основана школа морского рыболовства, что в дальнейшем превратит город в важный центр подготовки кадров для морского хозяйства. В настоящее время продолжателем традиций этого образования является комплекс морских училищ.
В 1960 году на улице Войска Польского на углу ул. Жеромского был установлен памятник в честь 15-летия освобождения города от гитлеровцев
В 1975-1998 годах город административно принадлежал Кошалинского воеводства
21 декабря 2012 года в ходе сессии городского совета мосту через ул. Марии Склодовской-Кюри было присвоено название Замковый мост.

## Достопримечательности
- Герцогский замок (XIV век)
- Церковь Девы Марии (ок. 1321 г.)
- Барочная ратуша
- Высокие ворота
- Церковь святой Гертруды (XV век)
- Церковь святого Георгия
- Остатки крепостных стен (XIV-XV век)
- Водяная мельница

## Галерея

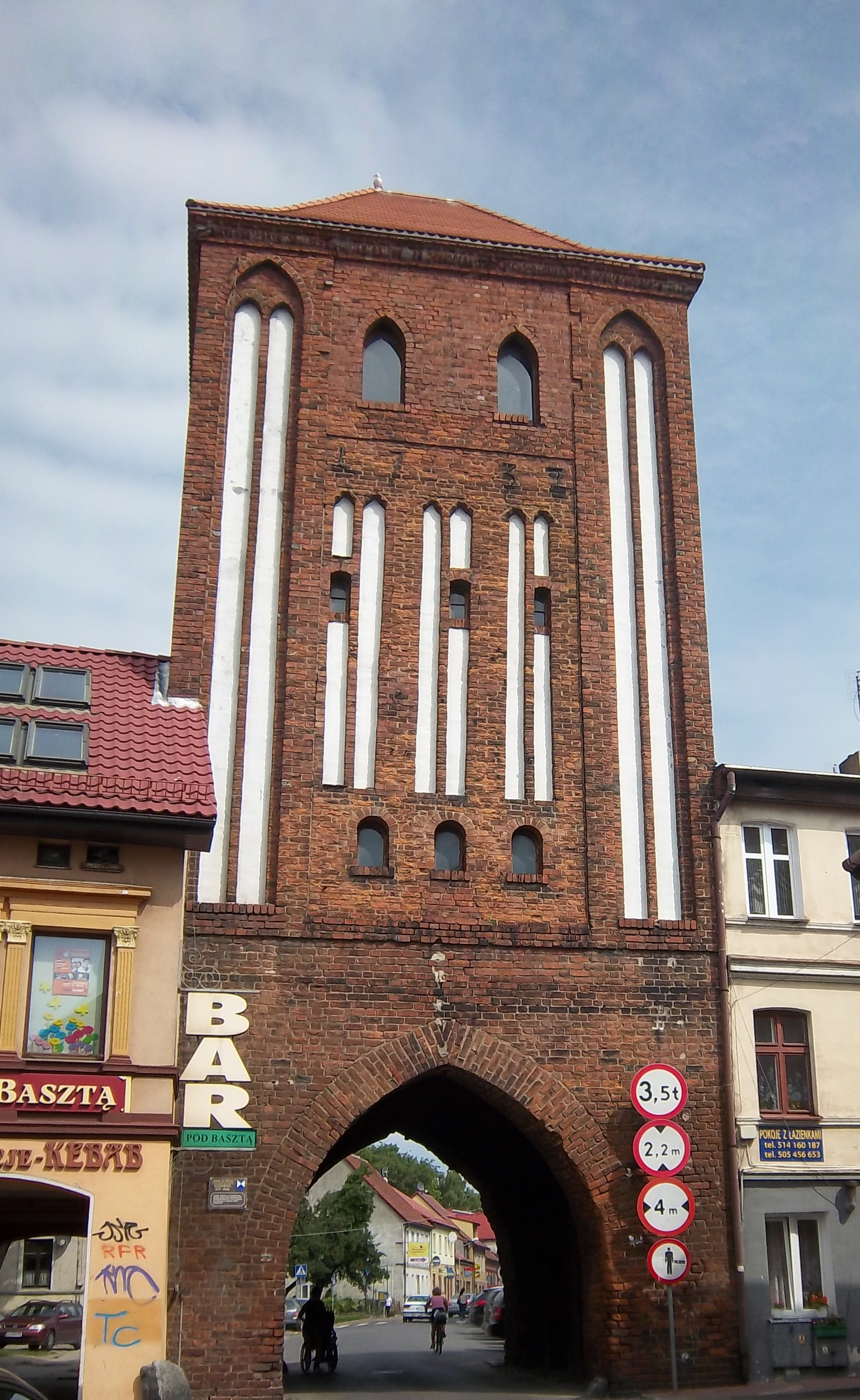
Городские ворота
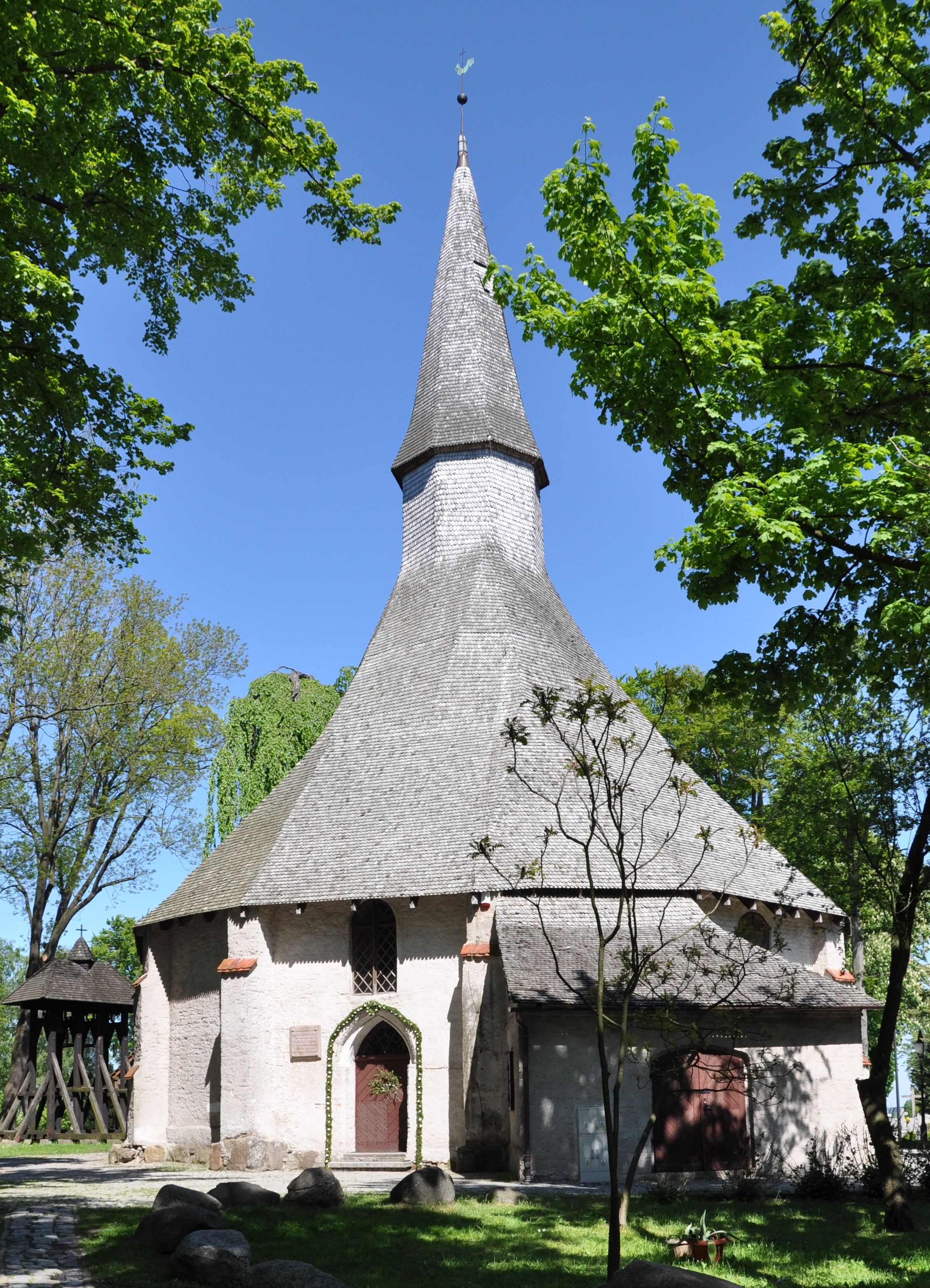
Церковь Св. Гертруды
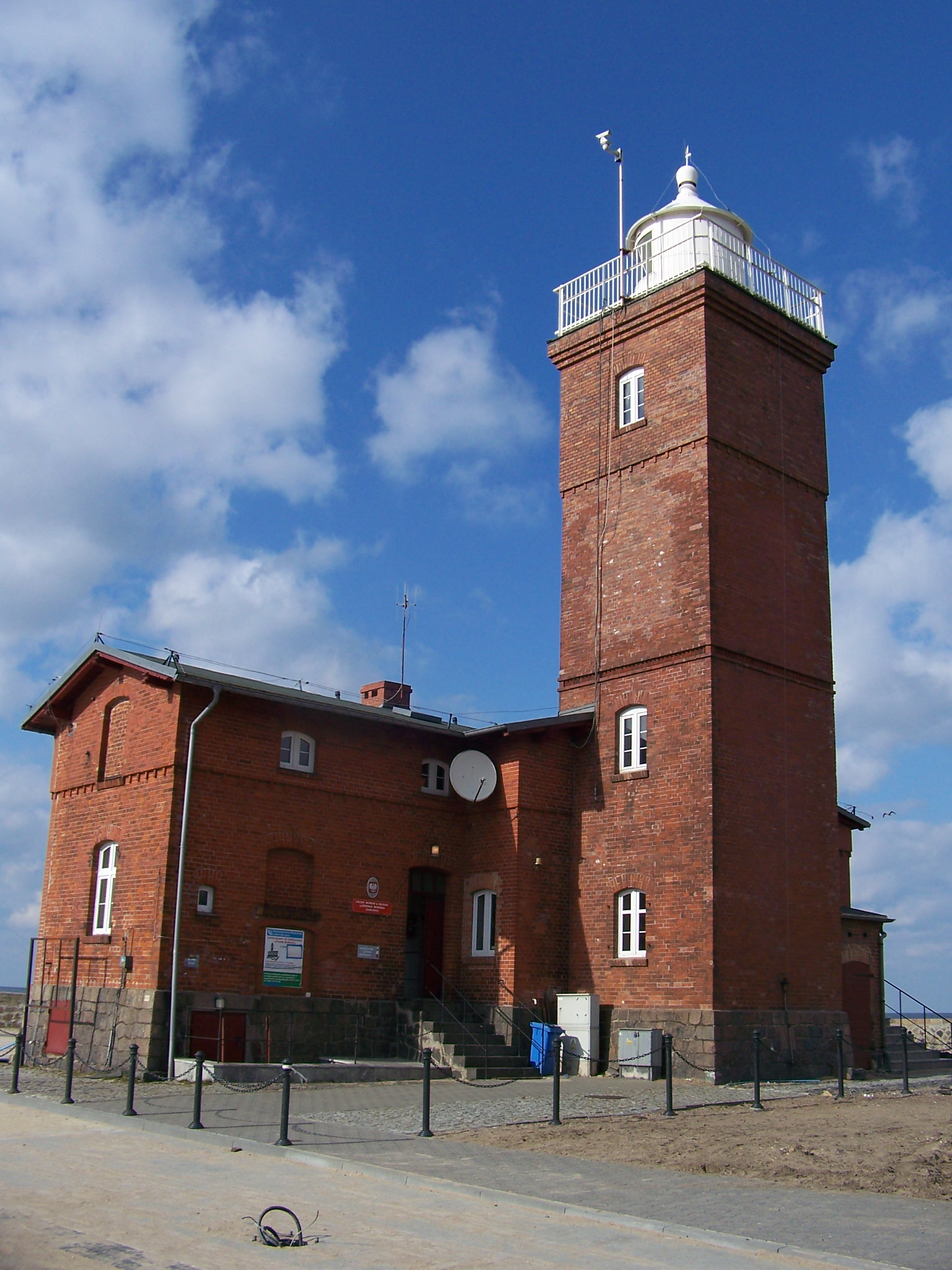
Маяк
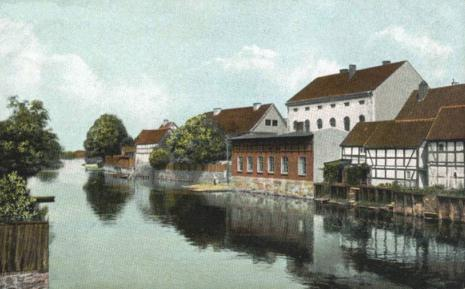
Город в 1900 году
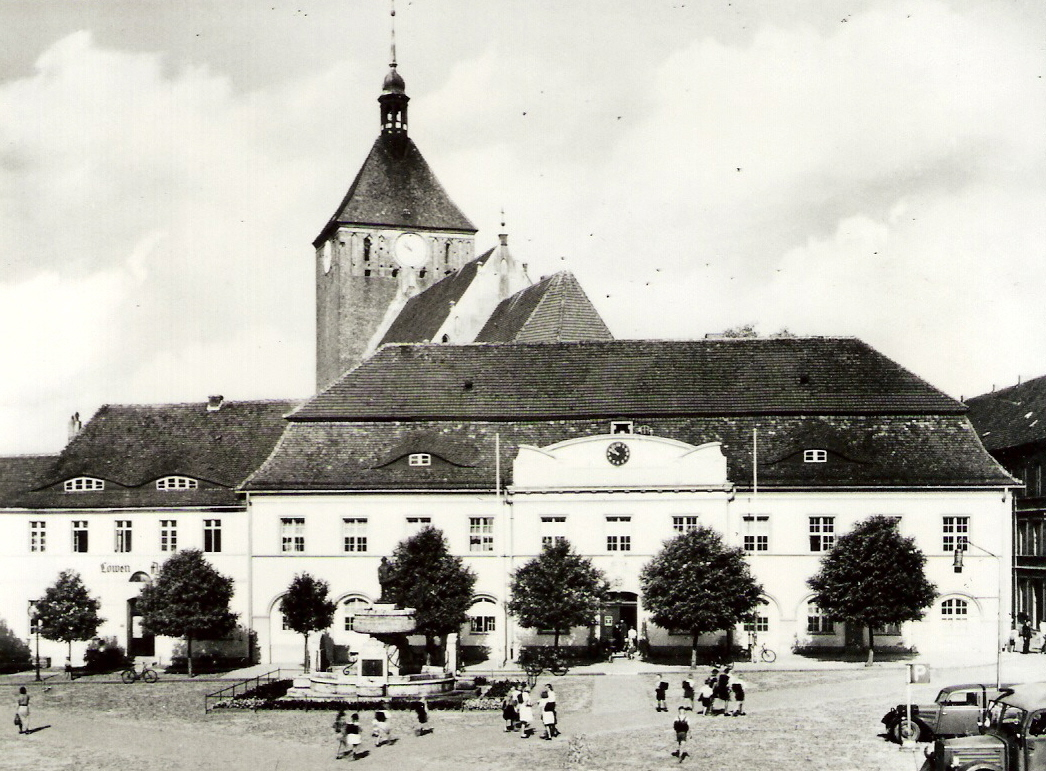
Площадь перед ратушей (довоенное фото)
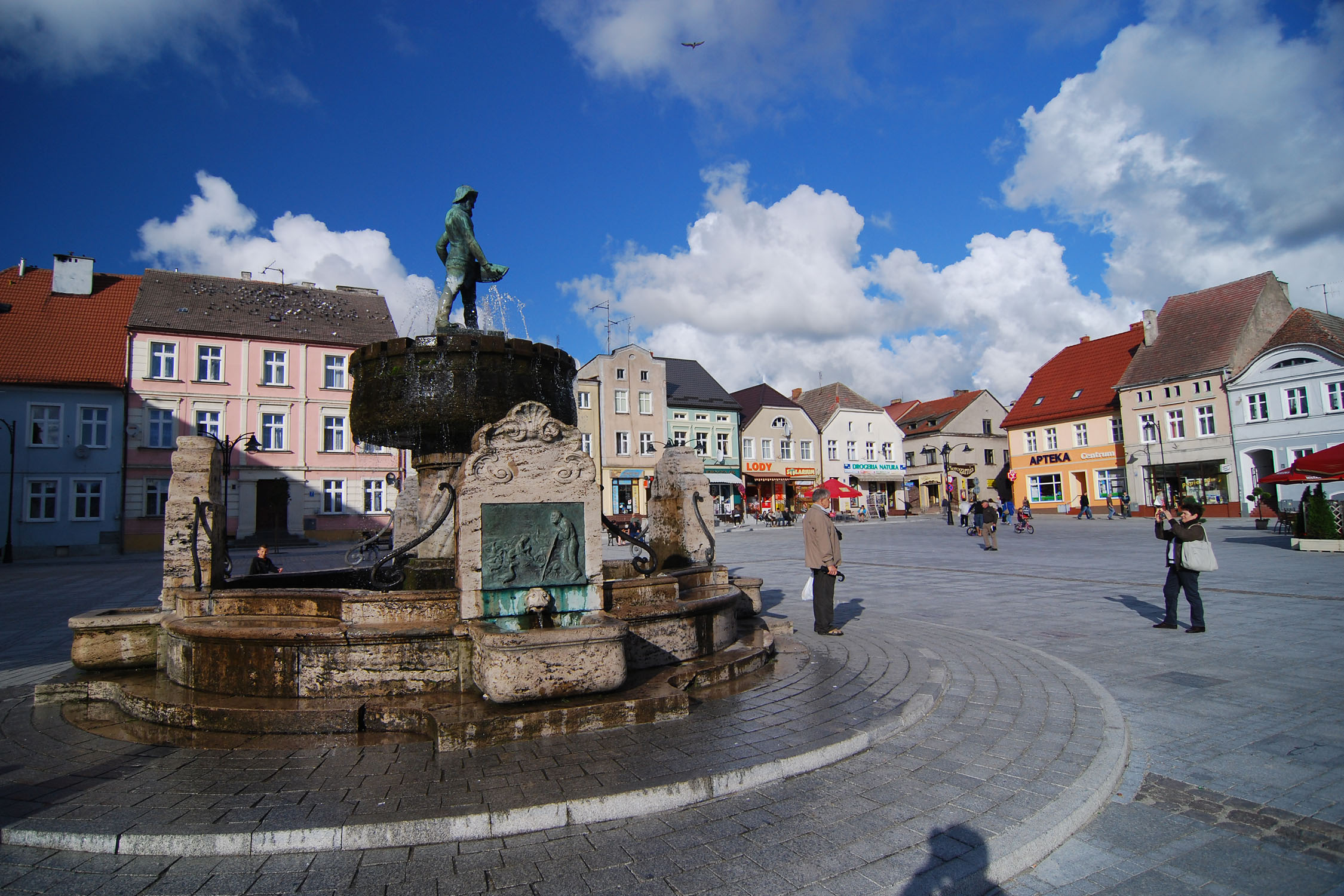
Рыночная площадь
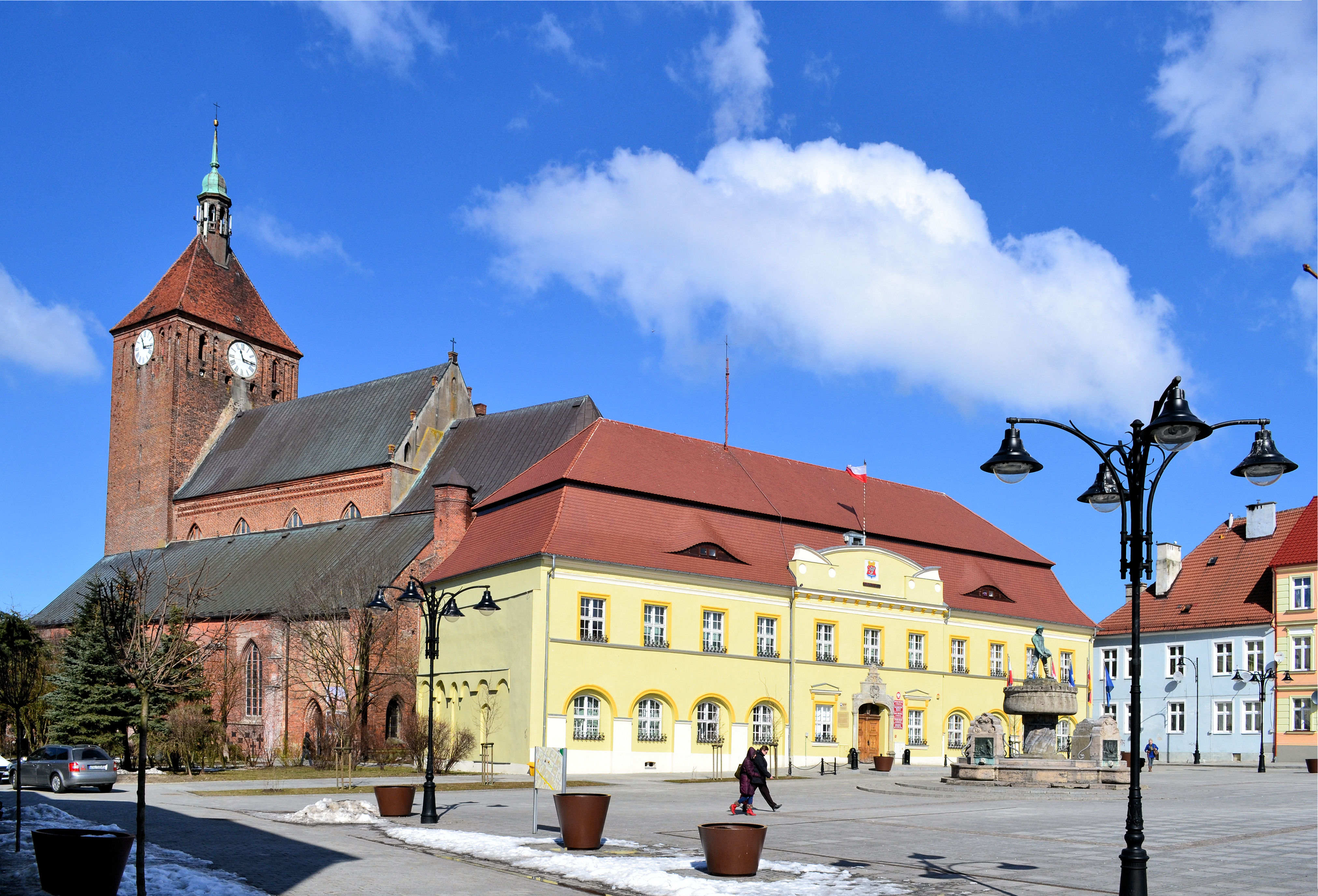
Ратуша и кирха

## Города-побратимы
- Сен-Дульшар (Франция, с 1997)[5]
- Хеслехольм (Швеция)
- Гарделегер и Цингст (Германия)